# Coalmont (Tennessee)
Coalmont es una ciudad ubicada en el condado de Grundy en el estado estadounidense de Tennessee. En el Censo de 2010 tenía una población de 841 habitantes y una densidad poblacional de 53,41 personas por km².

## Geografía
Coalmont se encuentra ubicada en las coordenadas 35°20′39″N 85°42′50″O / 35.34417, -85.71389. Según la Oficina del Censo de los Estados Unidos, Coalmont tiene una superficie total de 15.75 km², de la cual 15.4 km² corresponden a tierra firme y (2.22%) 0.35 km² es agua.

## Demografía
Según el censo de 2010, había 841 personas residiendo en Coalmont. La densidad de población era de 53,41 hab./km². De los 841 habitantes, Coalmont estaba compuesto por el 97.74% blancos, el 0% eran afroamericanos, el 0.36% eran amerindios, el 0% eran asiáticos, el 0% eran isleños del Pacífico, el 0% eran de otras razas y el 1.9% pertenecían a dos o más razas. Del total de la población el 0.12% eran hispanos o latinos de cualquier raza.